# Cobie Buter
Jacobje Jantje ("Cobie" of "Coby") Bolman - Buter (Steenwijk, 17 mei 1946 - Zwolle, 29 juli 2024) was een Nederlands zwemster. Ze was een specialiste van de 100 meter rugslag. Tussen 1965 en 1970 werd ze viermaal Nederlands kampioene op dit nummer.
Ze nam deel aan de Olympische Zomerspelen 1968. Op de 100 meter rugslag werd ze in de halve finale uitgeschakeld. Met de Nederlandse ploeg werd ze zevende op de 4x100 meter wisselslag.
Ze won de bronzen medaille bij de Europese kampioenschappen zwemmen 1970 in Barcelona op de 100 meter rugslag. Ze verbeterde tussen 1967 en 1970 viermaal het Nederlands record op de 100 meter rugslag; de laatste maal tijdens de finale van de Europese kampioenschappen van 1970 als startzwemster van de Nederlandse 4x100 meter wisselslag estafetteploeg, die vierde werd in die finale. Met het Nederlands team had ze in 1968 een nieuw Europees record op dit nummer gevestigd. 

## Persoonlijke records
- 100 m rugslag: 1:08.30 (Barcelona, 9 september 1970 - Nederlands record)